# Уваров Олексій Сергійович
Уваров Олексій Сергійович (рос. Уваров Алексей Сергеевич; *28 лютого 1824, Петербург — †29 грудня 1884), граф, російський археолог, онук гетьмана Розумовського, організував археологічні з'їзди (сім з них відбулися в Україні). Розкопував Херсонес, Ольвію та багато могил на території сучасної України.

## Життєпис
Олексій Сергійович Уваров народився 28 лютого 1824 року в Петербурзі в сім'ї російського дворянина. Його батько Уваров Сергій Семенович почесний член та президент Російської Академії Наук.
В 1845 Олексій, пройшовши курс навчання в Санкт-Петербурзькому державному університеті, закінчив своє навчання в Берліні та Гейдельберзі.
В 1848 провів дослідження старожитностей в Україні та видав результати російською та французькою мовами — праця «Исследования древностей Южной России и берегов Черного моря» принесла йому визнання.
В 1851 брав участь у розкопках на території Суздальського князівства, де відкрив понад 7729 курганів. На основі результатів розкопок написав дослідницьку роботу «Меряне и их быт по курганным раскопкам».
В 1853 та 1854 займався розкопками в Тавричній губернії.
В 1857 запровадив Уваровські премії при Академії наук, названі так в честь його батька Уварова Сергія Семеновича. В цей же час Уваров був вибраний керівником відділу російської та слов'янської археології.
В 1864 в Москві було створено Московське археологічне товариство, яке граф Уваров очолював до своєї смерті 1884 р.. Став членом Історичного товариства імені Нестора-Літописця.
В 1874 брав участь в Третьому Археологічному з'їзді, був його головою та очолював секцію «Первісні древності».

## Праці
- «Исследования древностей Южной России и берегов Черного моря» (Вип. 1 — Вип. 2, 1851–1856)(рос.).
- «Собрание карт и рисунков к исследованиям о древностях Южной России и берегов Чёрного моря графа Алексея Уварова» (1851) (рос.)
- «Меряне и их быт по курганным раскопкам» (1872) (рос.)